# Melki apátság
A Szent Benedek-rendi melki apátság (németül: Stift Melk) az Alsó-Ausztriai Melkben, a Duna mentén található. Wachau jelképeként az UNESCO világörökségi védelmét élvezi. Több mint 900 éve élnek itt szerzetesek Szent Benedek regulája szerint és látják el feladataikat, az oktatást és a lelkipásztori teendőket.
Első szerzetes lakói a lambachi bencés szerzetesek, akik 1089. március 21-én vonultak be a hegyen épült monostorba. Az épületet az évszázadok során többször átépítették. Jelenlegi formájában az osztrák barokk legnagyobb ilyen jellegű épülete. Egy bencés monostorban a templom utáni legfontosabb helyiség a könyvtár. A melki 12 helyiségből áll, és két fő terme van. Mennyezetét Paul Troger 1731–1732-ben festett freskói díszítik. Könyvállománya összesen mintegy 100 000 kötet. A könyvtár 1888 kéziratot őriz: a legrégebbiek a 9. századból származnak. 1997-ben fedezték fel a kéziratok között a 13. századból származó Nibelung-ének egy töredékét.
Naponta a világ minden tájáról érkező látogatók, turisták tömegei zarándokolnak az épületegyütteshez, hogy megcsodálják ennek az építészeti remekműnek a csodás szépségét. A National Geographic Traveler Magazine 2008 novemberében a „Best Historic Destination in the World” címet adományozta az apátságnak: 280 újságíró és idegenforgalmi szakember 109 történelmi célállomás közül a melki apátságot szavazta meg az első helyre. Az épületegyüttes főtengelyének hossza 320 méter (csak a déli szárnya 240 méter hosszú), 500 helyiséget foglal magában és 1365 ablaka van. Méreténél fogva a számtalan teendőket rendszerint 100 alkalmazott és a melki nagytérség cégeinek 200 dolgozója végzi folyamatosan.

## Az apátság története

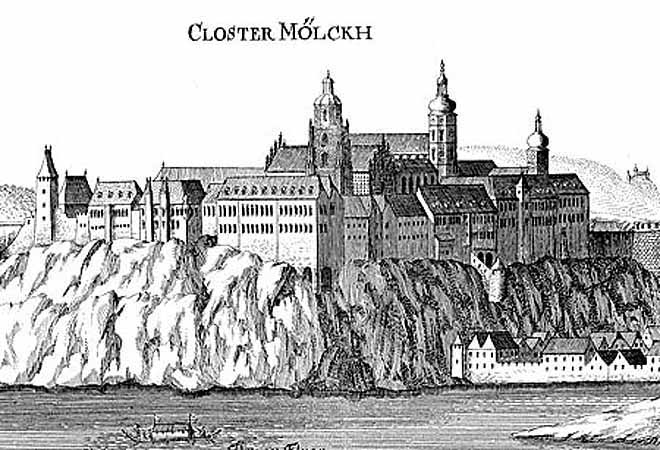
A Melki apátság 1672-ben, a Jakob Prandtauer-féle restauráció előtt

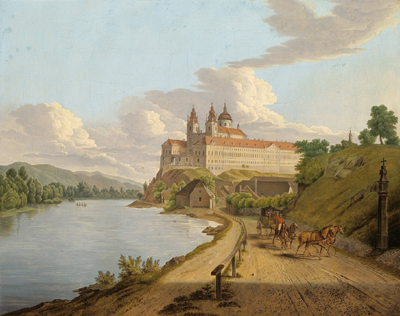
Az apátság egy 19. századi festményen

### Az apátság alapítása
Melk környéke már nagyon korán benépesült. Feltételezések szerint a római korban őrhely, illetve a római Namare erőd állt ezen a területen. A népvándorlás után szláv földművesek érkeztek az Enns alatt elterülő vidékre. Ebből az időből ered Melk neve, amit a Medjilica (szlávul: lassú patak) névből származtatnak.
976-ban a Német-római Birodalom keleti határvidékét és vele együtt a melki királyi várat babenbergi I. Lipót őrgróf kapta meg, aki a várat választotta rezidenciájának, utódai pedig értékes kincsekkel és relikviákkal bővítették. Később a Babenbergek temetkezési helye és 1014. október 13-tól Szent Kálmán sírhelye lett.
A határ északra, illetve keletre tolásával új központok (Bécs) alakultak ki; Melk veszített jelentőségéből, de továbbra is a Babenbergek központi vára maradt. Az invesztitúraharc idején II. Lipót osztrák őrgróf menedéket nyújtott a Passaui egyházmegye püspökének, Passaui Szent Altmannnak, akit pápahűsége miatt űztek el Passauból. Altmann valószínűleg jelentősen hozzájárult II. Lipót azon döntéséhez, hogy a Duna völgye fölé emelkedve, a város feletti sziklán egy apátság épüljön. A lambachi bencés szerzetesek és apátjuk, Sigibold 1089. március 21-én vonultak be a hegyen épült új monostorba.
III. Lipót földbirtokok adományozásával biztosította a Babenberg-határőrség perifériáját, amit a melki apátsági levél (Melker Stiftbrief, 1113. október 13.) is bizonyít. Ezen kívül biztosítani szerették volna, hogy imádkozzanak Melkben őseik sírjánál és felismerték a bencés regulák kulturális és misszionári erejét.
1122-ben, a wormsi konkordátum után a monostort kiemelték a Passaui egyházmegye ellenőrzése alól és közvetlenül a pápa felügyelete alá rendelték.
1297. augusztus 14-én egy tűzvész elpusztította a monostort a templommal és a melléképületekkel együtt, és a könyvtár is a lángok áldozata lett; ezzel az értékes írások és történelmi forrásanyagok nagy része is elveszett.

### Késő középkor és a melki monostorreform
A tűzvész a monostort a csőd szélére sodorta. II. Ulrich apát (1306–1324) elérte ugyan, hogy a monostort és a lakóépületeket ideiglenesen felépítsék, de a monostor a 14. században nem tudta kiheverni a sorozatos csapásokat: a pestis, a rossz aratás, a nagy egyházszakadás 1378–1417 között megzavarták a monostori rendet, és a gazdaságot alapjaiban rázták meg.
IV. Rudolf osztrák főherceg 1362-ben az apátság legféltettebb kincse – Jézus Krisztus keresztjének egy darabja – részére értékes foglalatot, egy aranyból készült, gyémántokkal kirakott keresztet ajándékozott: ez a Melki Kereszt, amely napjainkban is megcsodálható. Ezen kívül Szent Kálmán sírját pompás sírhellyé (tumba) építtette át, amely szépsége és hírneve ellenére a késő barokk átépítés áldozata lett.
A Krisztus keresztfájából származó ereklye, amelyen még a szent vér is látható, eredetileg Szent Istváné volt. Ava király ajándékozta Adalbert osztrák őrgrófnak 1045-ben, hogy rábírja a békekötésre. A drága ajándékot ünnepélyes körülmények között adta át a melki apátságnak.
A 15. század elején viszont, mint minden más szerzetesi monostor, a melki apátság is eladósodott, a szerzetesek között viszály kezdődött és felbomlott a rend. A konstanzi zsinaton a bencés monostorok reformjáról döntöttek, amelynek kiindulópontja Melk volt. A zsinat Nicolaus Seyringert, a bécsi egyetem egykori rektorát, a Subiaco bencés monostor szerzetesét küldte Melkbe vizitátorként (ellenőrként); 1418-ban ő lett a monostor apátja. Seyringer elérte, hogy Melkben újból szigorú monostori rend uralkodjon: a melki monostorreform egy egész reformmozgalom kiindulópontja lett. Más monostorok szerzetesei is ellátogattak Melkbe, hogy ott ismereteket szerezzenek a reformokról, a melki konvent szerzeteseit pedig más monostorokba helyezték át apátként. Így lett Melk egy reform központja, amely egész Ausztriát és szinte a teljes dél-német területet érintette egészen a Fekete-erdőig.
Melk ezt követően a bécsi egyetemmel együttműködve kulturális központtá vált. Az egyháztörténelem olyan nagy egyéniségei kerültek ki az apátságból, mint Petrus von Rosenheim, Johannes von Speyer, Martin von Senging, Wolfgang von Steyr és Johannes Schlitpacher. Számos teológiai, szerzetesi és tudományos mű keletkezett vagy lett lemásolva az apátság írótermeiben. A napjainkig megmaradt melki kéziratok kétharmada ebből az időből származik.
Gazdasági szempontból az apátság továbbra is nehézségekkel küzdött. A huszita háborúk, valamint III. Frigyes német-római császár és a nemesség közötti viták szétzilálták az országot. A monostorokat is sújtotta az uralkodók pénzügyi követelése, amivel ők is részesei lettek a viszálynak.

### Hanyatlás és újraéledés a 16–17. században
A reformáció és a 16. század elejei török vész következményeként a monostor szellemi élete a mélypontra süllyedt és az apátság gazdasági helyzete egyre romlott: a Bécs közelében lévő javakat és birtokokat lerombolták, azok értéktelenné váltak. Ugyanakkor egyre több hívőre talált a reformáció a környék lakói és a szomszédos várak nemesi származású tulajdonosai között. A monostorba lépők száma drasztikusan csökkent, és a monostor közel került a teljes feloszlatáshoz.
Urban Pentaz apát (1564–1587 között) felvette a harcot a világi római-katolikus egyházi törvényszék vezetőivel (officiálisok), akik saját maguk szerették volna gyakorolni a monostor feletti hatalmat. Alaptalan vádakkal illették, de végül felmentették a vádak alól és apáti hivatalában Róma is megerősítette. Pentaz apát belekezdhetett a gazdaság fellendítésébe és elérte, hogy ismét egyre több dél-németországi fiatalember lépett be a rendbe.
Caspar Hofmann (apát 1587–1623 között) és Reiner von Landau (apát 1623–1637 között) vezetése során tovább folytatódott és megszilárdult a fellendülés: az adósságokat lassan törlesztették, az elzálogosított javakat – nagy veszteségek és a harmincéves háborúból, illetve az állandó török fenyegetettségből adódó magas adóterhek ellenére – visszavásárolták. Restaurálták és részben átépítették a templomot és a monostort. A világi officiálisok befolyását visszaszorították. Melk ismét virágzó rendi közösség lett, a melki szerzetesek újból példaképek lettek más monostorokban. A 17. század végére megteremtődött a későbbi átfogó barokk átépítéshez szükséges gazdasági alap.
Az apátság az ellenreformáció regionális központja lett. A környék összes plébániáját összefogták, hogy elzárják azokat Luther befolyása elől.
A gazdasági fellendüléssel az irodalmi és tudományos tevékenység is egyre fontosabb szerepet kapott. Olyan személyiségek alkottak, kutattak és írtak itt ebben az időben, mint Johannes Zeller, Philibert Utz, Philibert Hueber és Anselm Schramb. Kibővítették a monostor iskoláját is és újjászervezték a hatosztályos jezsuita iskolák példája szerint: a tanulók négy évig a melki iskolába jártak, majd az utolsó két évet a bécsi jezsuita kollégiumban teljesítették.

### A barokk újjáépítés
1700. november 18-án nagy szavazati többséggel a csupán harmincéves Berthold Dietmayrt választották Melk apátjává (apát haláláig, 1739-ig). Dietmayr kezdettől fogva egy újjáépítéssel akarta kiemelni az apátság vallási, egyházi és politikai jelentőségét. Róma még nem erősítette meg a kinevezését, amikor ő már előkészületeket tett: többek között Jakob Prandtauer személyében kiválasztotta a leendő építőmestert.
1701-ben megkezdődött a sekrestye és a templom omlásveszélyes presbyteriumának felújítása, de közvetlenül a munkák megkezdése után elhatározták, hogy a teljes templomot újjáépítik. 1702-ben letették egy új templom alapkövét. Nem sokkal ezután döntés született a teljes apátsági épületrendszer újjáépítéséről.
Prandtauer 1726-ban bekövetkezett haláláig irányította az építkezéseket. A belsőépítész Antonio Beduzzi színháztervező lett. A stukkókat Johann Pöckh, a mennyezetfreskókat pedig Johann Michael Rottmayr készítette. Prandtauer halála után az építkezést egy művezető irányította a meglévő tervek alapján, majd a vezetést átadták Joseph Munggenastnak, Prandtauer unokaöccsének. A kivitelezésben sok más elsőrangú, távolabbi országokból vagy a környékről érkező művész vett részt, mint például Paul Troger festőművész, aki a könyvtár és a márványterem freskóit készítette, vagy a bécsi Christian David, aki az aranyozást végezte.
1736-ra elkészült a templom és a monostor. 1738-ban egy tűzeset következtében szinte a teljes tetőzet, mindkét torony és néhány fogadóterem leégett. Dietmayr apát azonnal utasítást adott az újjáépítésre, de a munkák csak utódai – Adrian Pliemel (1739–1746) és Thomas Pauer (1746–1762) – apátsága alatt fejeződtek be. Az új apátsági templomot 1746-ban szentelték fel.
A tudomány és a zene terén is virágzott a monostori élet a 18. században: Bernhard és Hieronymus Pez testvérek munkái jelentősen hozzájárultak az osztrák történelemkutatáshoz; a zene területén nagy népszerűségnek örvendett a zenész Robert Kimmerling (egykori Haydn-tanítvány) vagy a zeneszerző, zeneteoretikus, csembalista és orgonista Maximilian Stadler atya. Johann Georg Albrechtsberger, később a bécsi Szent István-székesegyház karmestere, a melki apátságban orgonált.

### A jozefinizmus
A felvilágosult abszolutizmus II. József császárról elnevezett, főleg Ausztriában elterjedt irányzata, a jozefinizmus reformjai nyomást gyakoroltak az egyházra, korlátozták a pápa jogait, feloszlatták a nem tanítással, gyógyítással vagy tudománnyal foglalkozó szerzetesrendeket és feloszlattak mintegy 140 monostort, és vagyonukat a vallásalapba olvasztották. A melki monostor megmenekült ugyan a teljes feloszlatástól, de nem kerülte el az állami beavatkozást: a császár rendelkezése szerint világi papokat küldtek az apátságba, az apátsági gimnáziumot Sankt Pöltenbe helyezték át (1787–1804) és bezárták a teológiai intézetet. A papokat az abszolutizmus szellemében a bécsi főszemináriumban képezték ki; a képzés után Melkbe kerülő végzősök gondoskodtak az új gondolkodásmód elterjedéséről. Számos állami rendelet beszűkítette az apátság önállóságát is: az állami egyházrend alapján létrehozott új papi hivatalok személyzetét a monostornak kellett biztosítani, és a monostor viselte a plébániák, illetve az iskolák kiadásait. Urban Hauer apát halála után (1785) II. József nem engedélyezte új apát választását, helyette egy állami világi papot jelölt ki a monostor vezetésére.
II. József halála után (1790) a rendelkezéseket visszavonták; a monostort 1788 óta irányító Isodor Payrhuber papot az apátság rendes apátjának választották meg.

### Az apátság a 19. században
Miután megszűnt az állami beavatkozás, az újonnan alakult Sankt Pölten-i egyházmegye püspöke avatkozott bele a monostor életébe rendeletekkel és előírásokkal. A jozefinista egyházszervezet folyamatos terhei mellett a napóleoni háborúk további adóterhekkel sújtották a monostort. Az ebből adódó adósságokat Napóleon uralkodása után, Marian Zwinger vezetése alatt (1819–1837) sikerült törleszteni. Az 1848-as forradalom során a monostor elveszítette birtokait, de pénzbeli kárpótlást kapott. A kárpótlásból származó pénz egy részét az apátsági épületek felújítására és bővítésére fordították, egy másik részéből 1852-ben a mai Románia területén található Margittán földbirtokot vásároltak a Csákyaktól.
A 19. század végén Alexander Karl vezetése alatt (1875–1909) az apátság továbbra is jelentősen befolyásolta a terület paraszti és polgári életét. Kezdeményezésére gyümölcsfákat ültettek az utak mellé, ami még napjainkban is Wachau jellegzetessége, óvodát alapítottak Melkben és földeket ajándékoztak a városnak.

### Az apátság a 20. században
A 20. század elején modern csatornarendszert, új vízvezetékeket telepítettek az apátság épületébe és bevezették az elektromos áramot. Ehhez ismét épületeket kellett átalakítani, illetve rendbe hozni. Az első világháború eseményei ellenére a munkákat befejezték, de a munkálatok finanszírozásához az apátságnak értékes kulturális műemlékektől kellett megválnia (például 1926-ban egy Gutenberg-bibliát adtak el a Yale Egyetemnek), ezen kívül az 1919. évi infláció során az apátság vagyonának jelentős része elveszett.
1938-ban az Anschluss, Ausztria Harmadik Birodalomhoz csatolása után félő volt, hogy a nemzetiszocialisták feloszlatják a rendet és megszüntetik az apátságot. Erre nem került sor, de az apátság gimnáziumát bezárták és az épület nagy részét elkobozták, hogy egy állami gimnáziumot hozzanak létre. Az apátság épülete – a borospince kifosztásától eltekintve – szinte sértetlenül átvészelte a háborút és a háború utáni megszállást.

### Az apátság felújítása 1978–2000
Dr. Burkhard Ellegast apát vezetése alatt (apát 1975–2001 között) került sor az apátság minden épületére kiterjedő nagyszabású restaurálási programra az állam segítségével. A hagyományos bevételi források – a mezőgazdaság és erdőgazdálkodás – nem tudták volna fedezni sem a folyamatos üzemeltetés, sem a felújítás költségeit, ezért egyre nagyobb hangsúlyt fektettek a idegenforgalomból származó bevételekre. Modern parkolót építettek autók és kerékpárok számára (figyelembe véve az itt haladó Duna-kerékpárutat,) éttermet nyitottak és programokat szerveztek a látogatók részére. 1983-ban el kellett adni a gamingi karthauzi rendi monostort, mert az azon végrehajtandó felújítási munkák költségét és a melki apátság renoválási kiadásait nem tudták volna finanszírozni.
1989-ben az apátság egy 1990-ig megtekinthető kiállítással ünnepelte 900 éves fennállását. A két év alatt 1,1 millióan látogattak el az apátságba. A kiállítás megnyitása előtt sikerült restaurálni a bejárati épületet és a főpapi udvart. 1990-ben a könyvtár, a Kálmán-terem és az apátság nyugati részének épületszerkezetét felújították, 1991–1995 között pedig az apátság északi része, a keleti homlokzat, a Torwarthof, a déli homlokzat és a két bástya restaurálására került sor. 2000-ben revitalizálták az apátság parkját, benne a barokk kerti pavilont, és megnyitották a nyilvánosság előtt.

## Az épületegyüttes

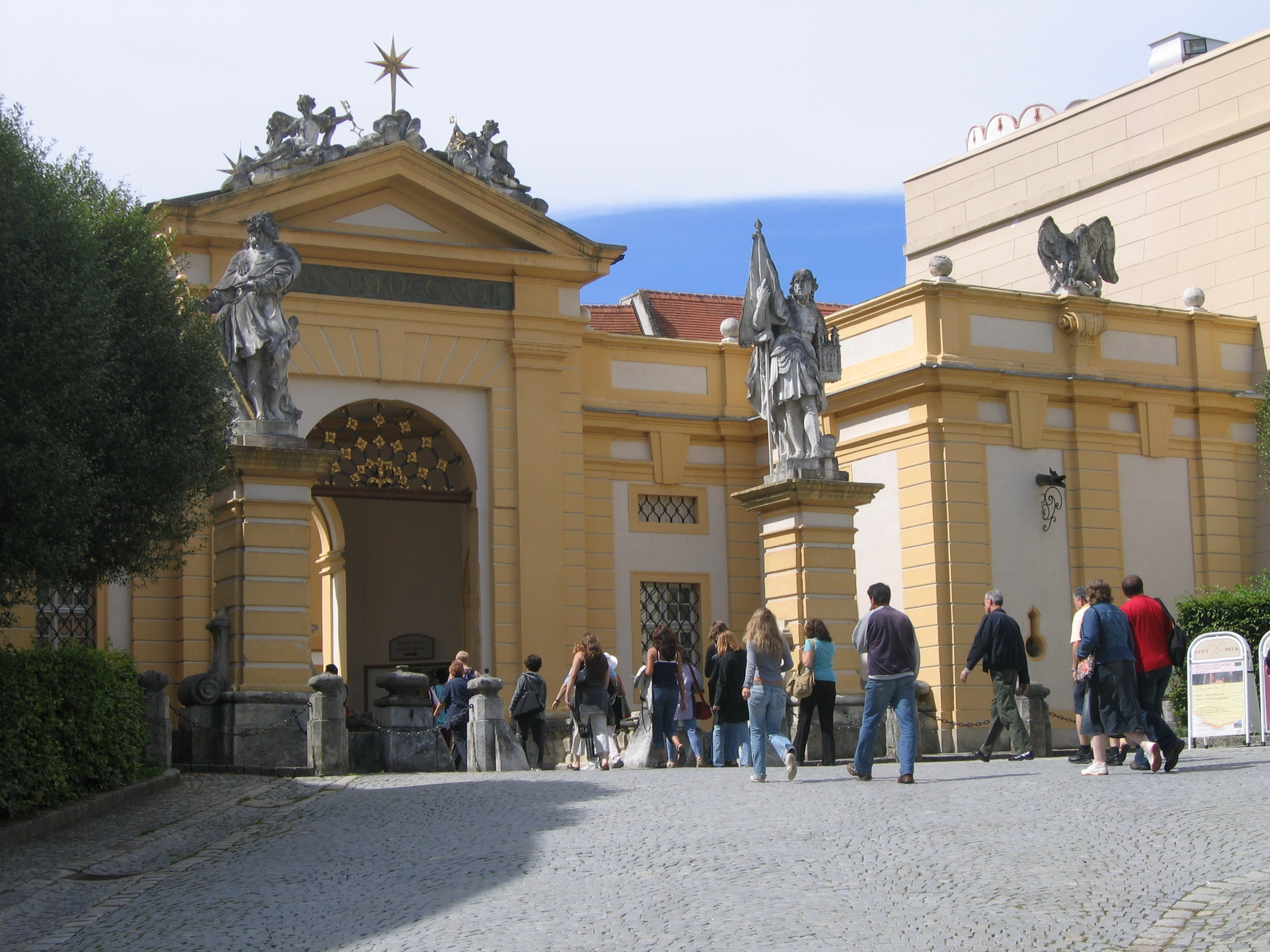
A főbejárat

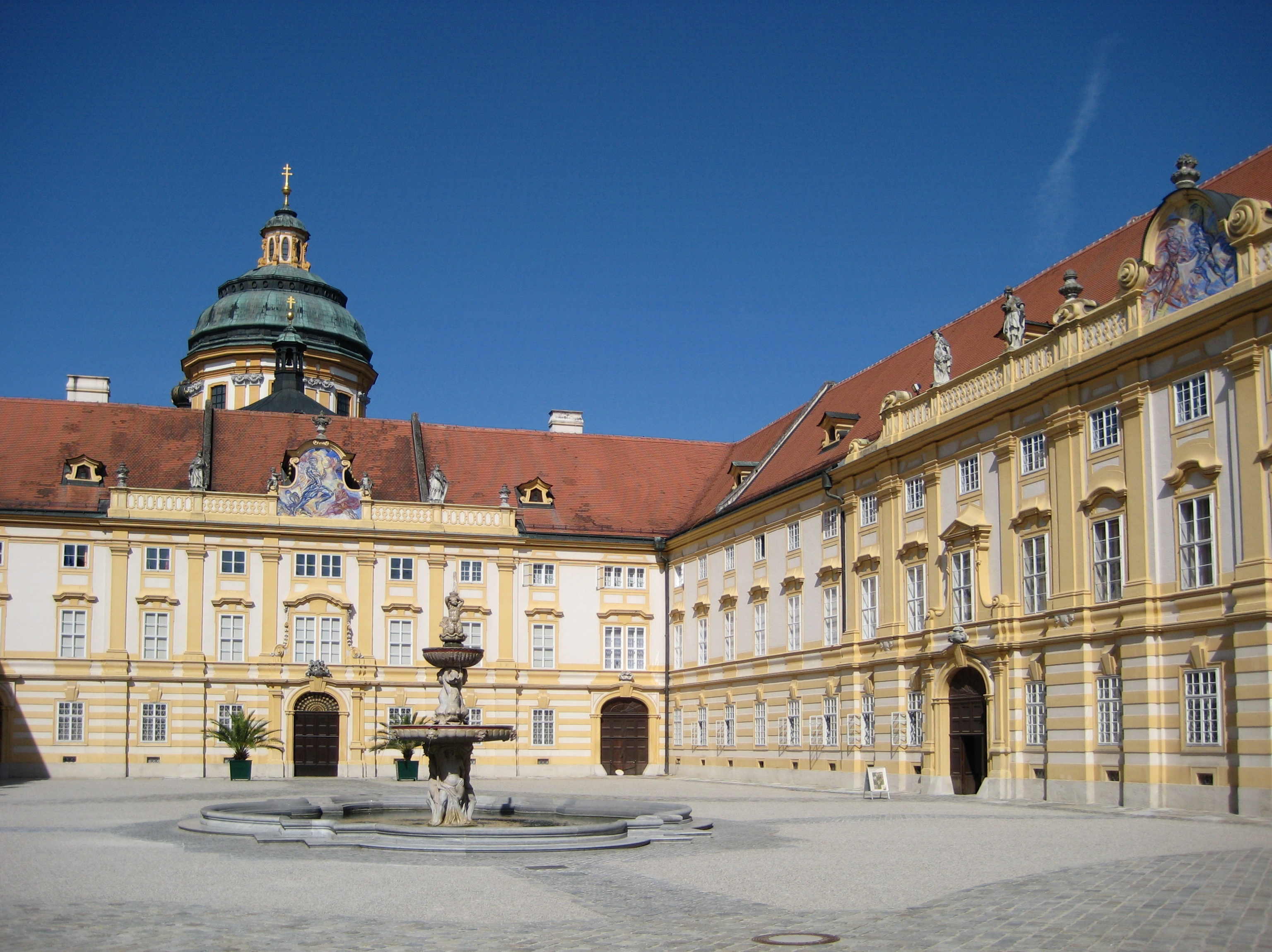
A főpapi udvar

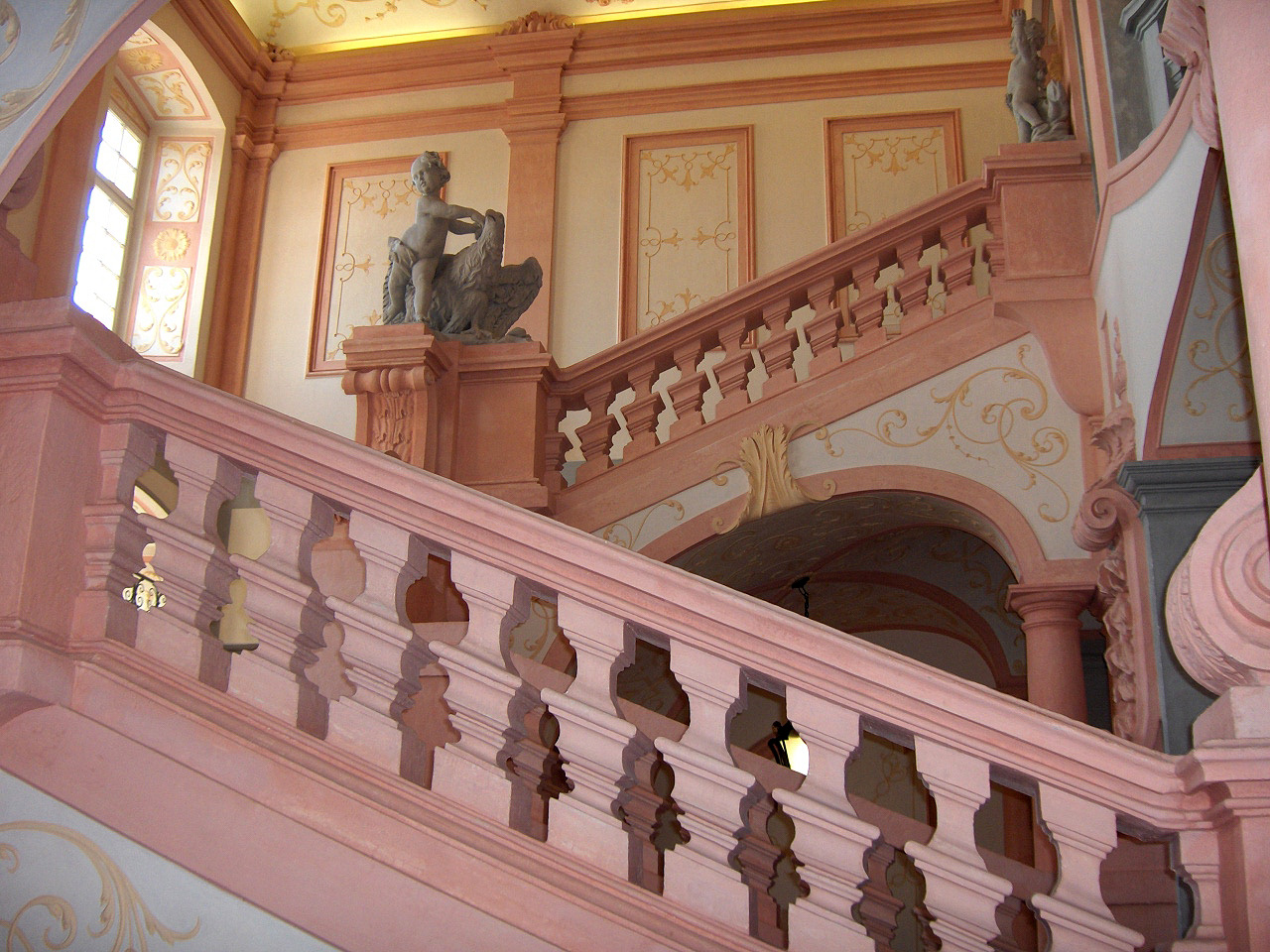
A császári lépcsősor

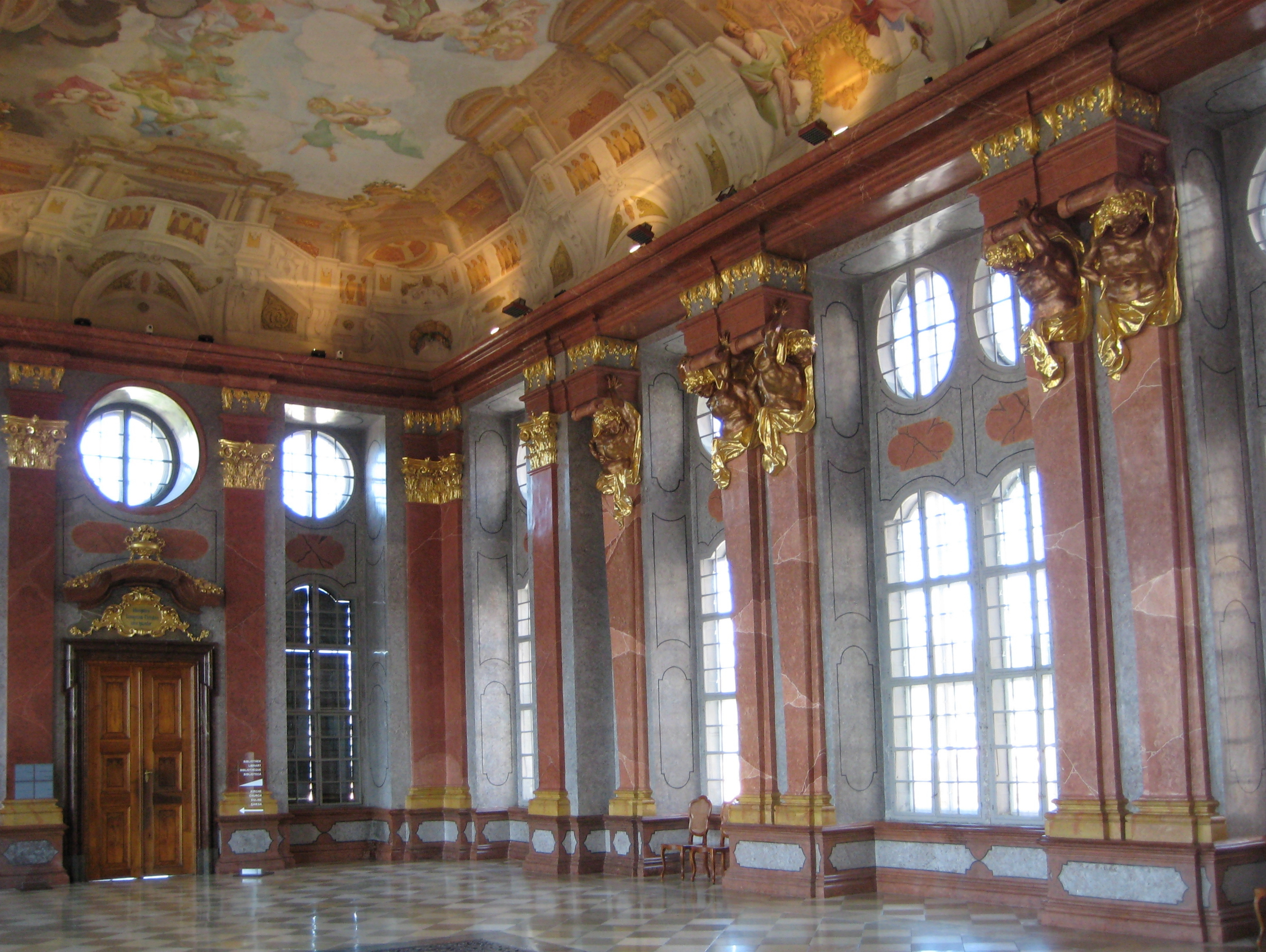
Márványterem

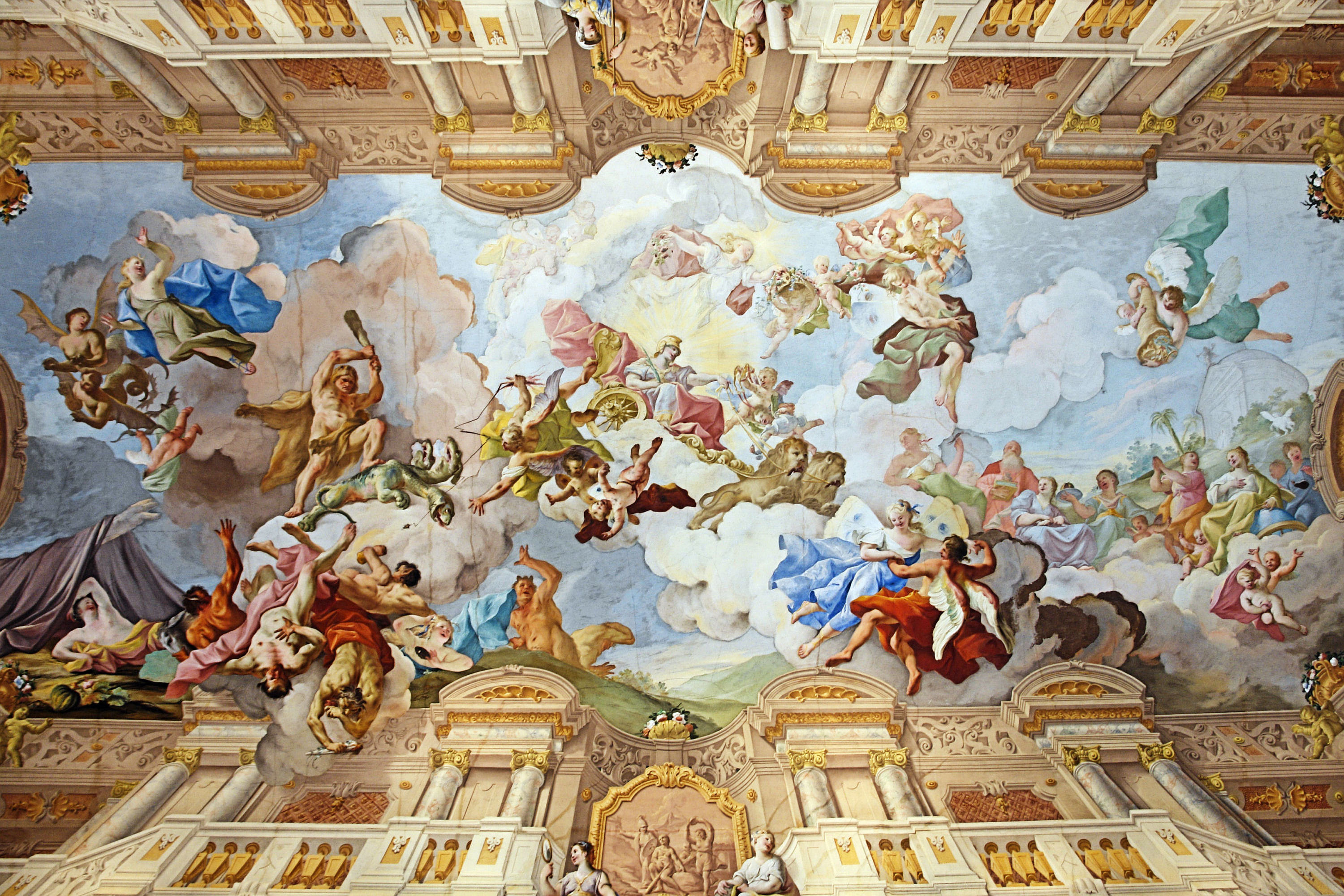
A márványterem freskója

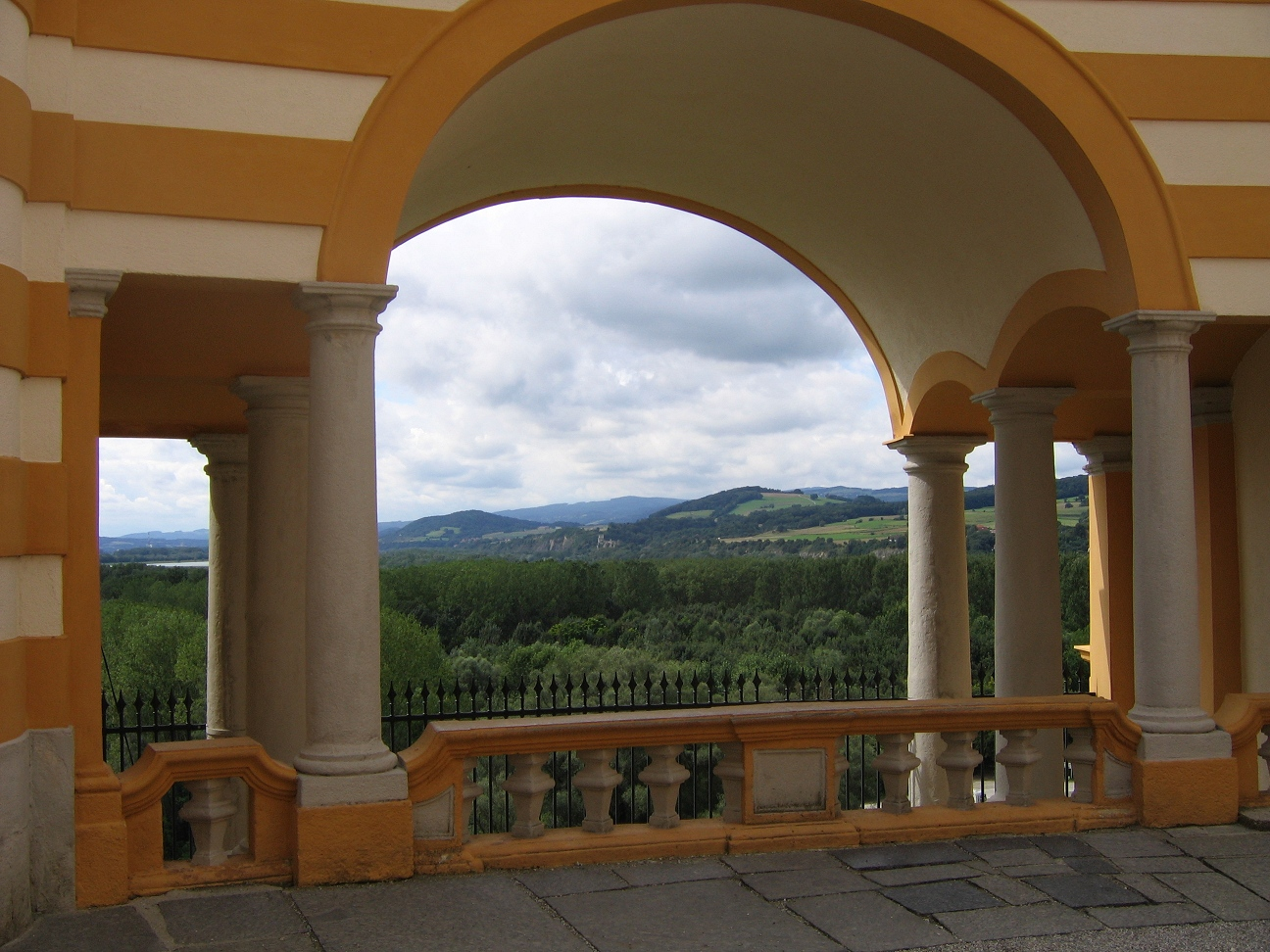
Kilátás a tornácról

Az apátság az osztrák barokk legnagyobb ilyen jellegű épülete. Csak a déli szárnya, ahol a pompás márványterem található, 240 méter hosszú, a főtengely hossza 320 méter.

### A bejárat és a keleti homlokzat
A látogatók általában keletről lépnek az épületbe. Az 1718-ban készült főkaput két bástya szegélyezi. A déli bástya egy 1650-ben készült védelmi rendszer. Jakob Prandtauer építőmester abból a megfontolásból építtetett egy új bástyát a bejárat másik oldalára, hogy az épület szimmetrikus képet mutasson. A főbejárat egyik oldalán Szent Lipót, a másikon Szent Kálmán szobra áll, a főbejárat háromszögű oromzatát pedig egy angyal díszíti; a művek Lorenzo Mattielli udvari szobrász alkotásai.
A kapun át egy kisebb udvarba (Torwartlhof) vezet az út, amelynek bal oldalán a turisták számára kialakított recepció, illetve emléktárgybolt található; jobb oldalon a Bebenberg-tornyok egyike, egy egykori erődítmény maradványa áll.
Egyenesen haladva a keleti homlokzat, a kastélyszerű monostorépület eleje látható. Régebben az apátok a kapu boltíve fölötti erkélyről üdvözölték vendégeiket. A balkon két oldalán Szent Péter és Szent Pál, az apátsági templom védőszentjeinek szobra áll. A háromszög-oromzaton az Absit gloriari nisi in cruce (nincs más dicsőség, csak a kereszt általi, Gal. 6,14) felirat nemcsak a dicsőség teológiai jelentésére utal, hanem az apátság legnagyobb kincsére, a Melki Keresztre is, amelynek nagyméretű utánzata az oromzat csúcsán látható.

### Az előcsarnok és a főpapi udvar
A kapu boltíve alatt egy kétszintes, világos csarnok, a Bencés-csarnok (Benediktihalle) kap helyet, amelynek freskói Szent Benedeket ábrázolják. Franz Rosenstingl eredeti változatát Friedrich Schilcher újította fel 1852-ben.
A csarnokot a 84 méter hosszú és 42 méter széles, trapézformájú főpapi udvar (Prälatenhof) követi. Az udvart szegélyező épületek homlokzata egyszerű, harmóniára törekvő. A fő oromzatokat festmények díszítik: Franz Rosenstingl, a négy kardinális erényről szóló barokk falfestményeit a 19. század közepén Friedrich Schilcher történelmi festőmester freskóival helyettesítették, de az 1980-as években végrehajtott átfogó restauráláskor menthetetlennek tűntek, ezért azokat 1988-ban Peter Bischof és Helmut Krumpel modern ábráira cserélték le.
Az udvar közepén az 1687-ben készült Kálmán-kút (Kolomanibrunnen) állt, amelyet Berthold Dietmayr apát 1722-ben a melki piacnak ajándékozott, és az azóta is a melki Rathausplatz-on látható. A most az udvaron álló kutat a 19. század elején vásárolták meg a feloszlatott Waldhausen apátságtól.

### A császári lépcsősor, a császári lakrész és a múzeum
Az udvar délnyugati csücskében található kapun áthaladva a császár-lépcsősorhoz, azon keresztül a császári lakrészhez vezet az út, ami a császári család részére lett berendezve. A Császárkőbányáról származó, fehér kőből készült oszlopokkal szegélyezett lépcsősor alsó része egy főúri lépcsőházra emlékeztet. Felső része gazdagon díszített stukkókkal és allegorikus szobrokkal. A mennyezet freskója sasokkal játszadozó gyerekeket ábrázol, ami a császári kétfejű sasra utal, és szemlélteti egyrészt az épületrész világi rendeltetését, másrészt az apátság politikai szerepét az osztrák államstruktúrában.
Az első emeleten lévő, 196 méter hosszú császári folyosó a ház déli frontjának szinte a teljes hosszán végigfut. A falakon a Babenberg- és a Habsburg-ház osztrák uralkodóiról készült festmények lógnak – rövid életrajzzal kiegészítve. A régebbi portrék nagy részét Franz Joseph Kremer, az apátság házi festője készítette.
A folyosóból nyílnak az egykori császári szobák, amelyek ma az apátság múzeumának adnak helyet. A helyiségek különböző témákat ölelnek fel:
1. Az apátság legrégebbi műkincsei a Babenbergek korából.
2. A melki reform és a késő középkor egyházi művészete.
3. A barokk virágkora.
4. A Melki Kereszt (konzerválási és biztonsági okokból csak a másolata van kiállítva).
5. Az apátság gazdasági élete.
6. Szent Kálmán, az apátság védőszentje és Melk városa.
7. Zenei és színházi élet az apátságban.
8. Benedek, a bencések és a lelkipásztorság az apátságban.
9. Iskola, kollégium és az apátság pedagógiai feladata.
10. Az épület története. A barokk újjáépítés és a restaurálás.
11. A barokk épület és a művészi berendezése, az épületegyüttes modelljével.

### Márványterem
A császári lakrészhez kapcsolódó, díszteremként, illetve étkezőhelyiségként szolgáló márványtermet a császári udvar és vendégeik számára alakították ki. Az ajtóbetétek és a sarkok igazi salzburgi márványból, a falak pedig stukkómárványból (scagliola) készültek. Az ajtók fölötti feliratok a bencés rend szabályzatából származnak és a terem rendeltetését igazolják: Hospites tamquam Christus suscipiantur (Minden érkező vendéget úgy fogadjanak, mint magát Krisztust) és Et omnibus congruus honor exhibeatur (Mindenkinek adják meg a megfelelő tiszteletet).
Paul Troger mennyezetfreskójának középső része (1731) Pallasz Athénét ábrázolja oroszlánok húzta szekerén, mint a bölcsesség, az igazságosság és mértéktartás szimbólumát. Mellette Héraklész látható – az erő megtestesítője, amivel legyőzte Kerberoszt, az alvilág háromfejű kutyáját. Pallasz Athéné és Héraklész is III. Károlyra utalnak, aki szívesen ünnepeltette magát a római császárok utódjaként a Herkules-mítoszban. A vendégek az uralkodóház apoteózisának lehetnek szemtanúi: az uralkodó kivezeti az embereket a sötétségből a fényre, a rosszból a jóba.
Az építőművészeti festményeket, amik egyfajta keretet adnak a mennyezetfreskónak, Gaetano Fanti készítette.

### Emeleti tornác
A tornác a márványtermet és a könyvtárt összekötő erkély, ahonnan csodálatos kilátás nyílik a Dunára, a wachaui tájra és Melkre. Az épület felé fordulva jól látható a templom nyugati homlokzata és a két torony.

### Könyvtár
Egy bencés monostorban a templom utáni legfontosabb helyiség a könyvtár.
A melki könyvtár 12 helyiségből áll, és két fő terme van. Mennyezetét Paul Troger 1731–1732-ben festett freskói díszítik. A nagyobb terem freskója egyfajta egyházi ellensúlyozása a márványterem világi jeleneteket ábrázoló mennyezetfestményeinek: a festmény a hit allegóriája, melynek középpontjában egy női alak látható, kezében a hétpecsétes könyvvel, az apokalipszis bárányával és egy galambot ábrázoló pajzzsal; a körülötte lévő négy angyalcsoport a négy kardinális erényt – a bölcsességet, az igazságot, a bátorságot és a mértékletességet – szimbolizálja. A négy faszobor a négy fakultás – teológia, filozófia, orvostudomány és jogtudomány – megjelenítése.
Az intarziaberakásokkal díszített sötét faanyagának és a könyvborítók egységes aranybarna színének tökéletes harmóniája adja meg a terem lenyűgöző hangulatát.
Mivel a főterem aránylag sötét, a polcokon rejtett ajtók kinyitása lehetőséget ad a tanulmányokat folytatóknak, hogy kilépjenek a fényre. A felső emeleten két – a nagyközönség számára nem nyilvános – olvasóterem van berendezve, melynek freskóit Johann Bergl készítette.
A könyvtár 1888 kéziratot őriz: a legrégebbiek a 9. századból származnak és köztük van egy 10–11. századi Vergilius-másolat is. 1997-ben fedezték fel a kéziratok között a 13. századból származó Nibelung-ének egy töredékét. További 750 ősnyomtatvány, 1700 darab 16. századi, 4500 darab 17. századi és mintegy 18 000 darab 18. századi mű gazdagítja a könyvtár anyagát. A könyvtár könyvállománya összesen mintegy 100 000 kötetre rúg. A nagy könyvtárteremben kb. 16 000 könyv található.
A könyvek témák szerint vannak csoportosítva: az I. számú polcrendszeren a bibliakiadások vannak; a II–VII. polcon teológia témájú könyvek sorakoznak; a VIII. számú polcon a jogtudománnyal kapcsolatos kötetek vannak elhelyezve; a IX. polcon földrajztudományi és csillagászati könyvek állnak; a X–XV. számú polcon történelemmel foglalkozó kötetek találhatók; a XVI. polcon pedig a barokk lexikonok vannak. A kiállított darabok között megtekinthető többek között az Anton Koberger által nyomtatott Schedel kódex (Liber Chronicarum) két kötete.
A könyvtárból egy pompásan kialakított csigalépcső vezet a templomba.

## Az apátság temploma

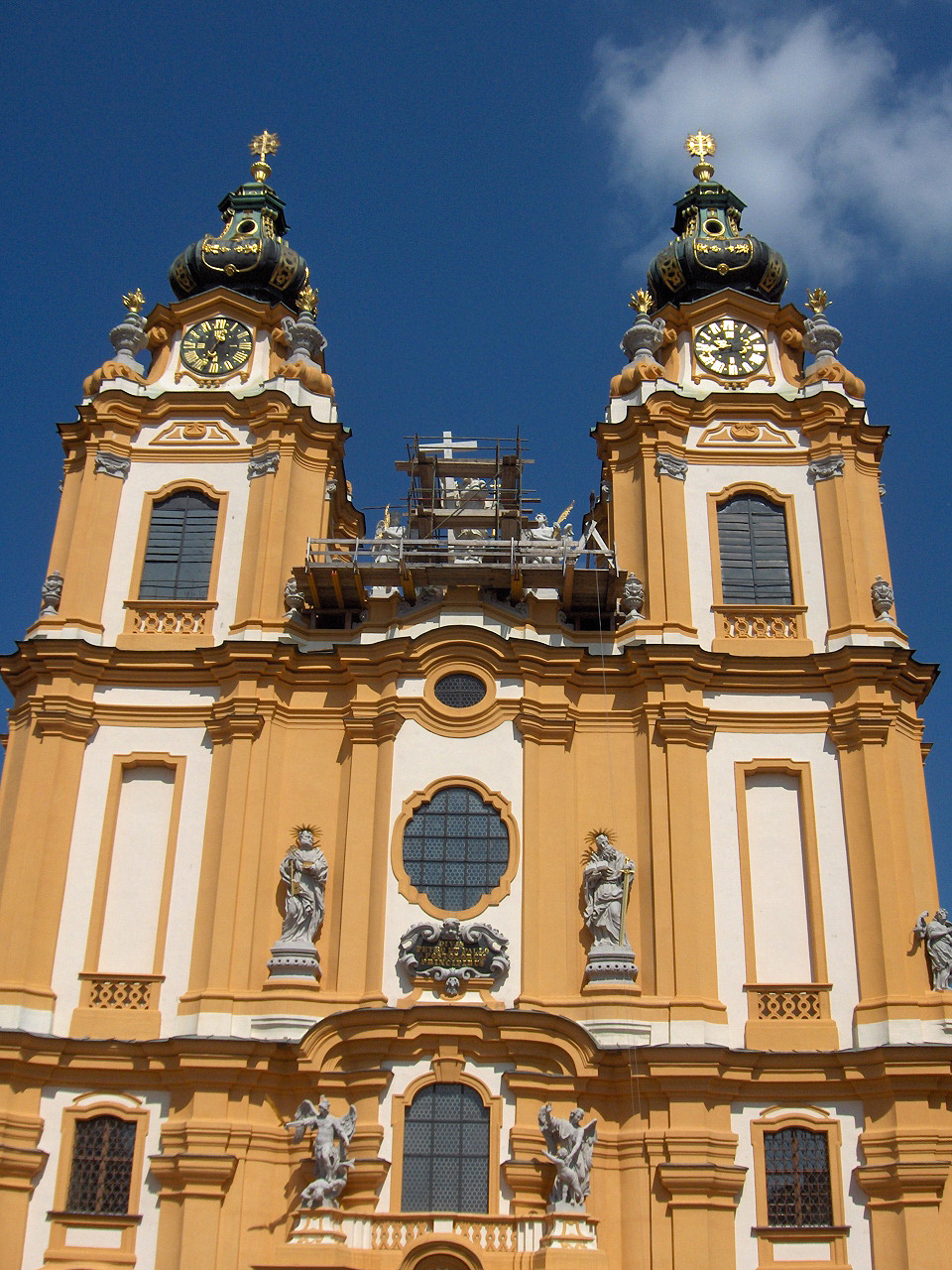
Az apátság temploma

Az apátság temploma Ausztria egyik legszebb barokk stílusú épülete, Melk városának és Wachaunak a jelképe. Az apátság templomának védőszentjei Szent Péter és Szent Pál.

### Az apátsági templom épülete
A templom egy hatalmas boltozatos csarnoképítmény falfülkékkel és galériákkal, valamint egy 64 méter magas tamburos kupolával.

### A nyugati homlokzat és a tornyok
A homlokzaton a két védőszent – Péter és Pál – szobra található, a bejárat fölött pedig Szent Mihály és a védőangyal szobrai helyezkednek el. A két torony közötti háromszög oromzaton a feltámadó Krisztus két angyal kíséretében látható.
A tornyokat az 1738. évi tűzvész után Joseph Munggenast hozta helyre, de az újraépítésnél egy kicsit eltért Jakob Prandtauer eredeti terveitől. Az újonnan megépített tornyok már a rokokó formajegyeit viselik.

### Harangok
Az apátsági templomnak öt (+1) harangja van. A harangszó – a barokkra jellemző módon – hármashangzatra épül, a hangsorrend: f0–h0–d1–f1–a1. A 7840 kg tömegű Vesperin Alsó-Ausztria legnagyobb harangja. Az 1738. évi tűzeset után Berthold Dietmayr apát a bécsi Andreas Klein harangöntő-mesterrel kötött szerződést új harangok öntéséről, ami 1739-ben meg is kezdődött.
A nagy harang Jézus halálának órájában, minden pénteken 15 órakor szól, és ezt kongatják meg főpapi hivatali ceremóniák esetén is. Egyházi ünnepek előestéjén az esti imához (vesper) és egyházi ünnepeken minden harangot megszólaltatnak. A vasárnapi istentiszteletre a Sieben Schmerzen- (Ave-Maria-Glocke), a Koloman- és a Benedikt-harang hangja hívja a hívőket. A kis Chorglocke, ami a főoltár fölötti kis toronyban van, minden reggel a monostori szentmiséhez szólít.
| Nr. | harangok neve                       | átmérő (mm) | tömeg (kg) | hangolás (16) | torony |
| --- | ----------------------------------- | ----------- | ---------- | ------------- | ------ |
| 1   | Peter und Paul (Vesperin)           | 2360        | 7840       | f0 −4         | észak  |
| 2   | Dreifaltigkeit (Angstglocke)        | 1780        | 4300       | h0 ±0         | dél    |
| 3   | Sieben Schmerzen (Ave-Maria-Glocke) | 1520        | 2450       | d1 −6         | dél    |
| 4   | Koloman                             | 1180        | 1235       | f1 +6         | dél    |
| 5   | Benedikt                            | 960         | 575        | a1 +6         | dél    |
| 6   | Chorglocke                          | 650         | 170        | dis² +4       |        |

### A templom belső tere
A templom pompás belseje aranyborítással, stukkóval és márvánnyal gazdagon díszített, az uralkodó szín az arany, okker, narancssárga, zöld és a szürke. Ezek nagy részét Antonio Beduzzi építész tervei és javaslatai alapján egyszerű művészek, illetve kézművesek készítették.
Az aranyozott főoltáron a „Non coronabitur nisi legitime certaverit” (Nem koronáztatik meg, csak aki igazán küzd) felirat látható; az oltár fő témája Péter és Pál apostolok elbúcsúzása. A legenda szerint ugyanazon a napon vezették őket Mamertinus börtönéből a kivégzőpadra. Az apostolok feje fölötti óriási arany korona a keresztény hitben a győzelmet jelentő mártíromságra utal. Pétert és Pált az Ótestamentum prófétáinak szobrai veszik körül. Mindezek fölött az Atyaisten trónol egy kereszt alatt, ami szintén egy győzelmet szimbolizáló jel.
A küzdő és győzedelmeskedő egyház motívuma különböző allegórikus ábrázolásban megjelenik a presbitérium mennyezetén látható csodálatos freskókban is. A freskók Johann Michael Rottmayr alkotásai. A főhajóban készült freskók témája Szent Benedek diadalútja az égbe. A kupola szintén Rottmayr festményeivel van díszítve: ez egy égi látomás, amely az Atyaistent, a Fiút (Jézus Krisztust) és a Szentlelket ábrázolja, apostolokkal, Máriával és szentek egy csoportjával körülvéve.
A kereszthajó oltárai (Beduzzi tervei alapján), amelyek az apátság védőszentjeinek, Szent Kálmánnak és Szent Benedeknek vannak szentelve, szimmetrikusak. A bal oldali oltár Szent Kálmán csontjait őrzi egy szarkofágban, az oltárszobor Szent Kálmánt jeleníti meg imádkozás közben. A szimmetria kedvéért a jobb oldali, Szent Bernátnak szentelt oltár egy kenotáfiumot kapott. Az oltáron látható szoborcsoport Szent Bernát halálát ábrázolja társai körében.
A főhajó oldaloltárait is Beduzzi tervezte. Az oltárokat Szent Sebestyénnek, Szent Miklósnak, Keresztelő Szent Jánosnak, Szent Mihálynak, a három királyoknak és Szent Lipótnak szentelték. A Mihályt, a három királyokat és Keresztelő Szent Jánost ábrázoló oltárképeket Rottmayr készítette (1723 és 1727); Sebestyén, illetve Miklós képeit Paul Troger festette 1746-ban. A legrégebbi oltárképet, amely Szent Lipótot ábrázolja, 1650-ben Georg Bachmann egy bádoglemezre festette.

### Orgona
A melki apátsági templom orgonáját, pontosabban egy teljesen mechanikus, 28 regiszteres csúszkaládát Gottfried Sonnholz készítette 1731-ben. Ezen az orgonán játszott például melki látogatása során 1768-ban a 12 éves Wolfgang Amadeus Mozart, akinek a különleges tehetségéről az apátság krónikái is megemlékeznek.
A Gottfried Sonnholz bécsi orgonaépítő által készített nagy orgonát az 1929. évi átépítések során megszüntették, csupán az előfala (buffet) maradt meg. 1970-ben Gregor Hradetzky kremsi orgonaépítő-mester közreműködésével készült el egy új, hárommanuálos, 45 regiszteres, 3553 sípos csúszkaláda rendszerű orgona (a régi orgonaszekrénybe illesztve).

### Temetések
Az itt eltemetett személyek közül magyar vonatkozású Frozza Orseolo, aki I. István magyar király unokahúga és Péter magyar király testvére volt.

## Iskola
Az apátság már a 12. század óta fenntart egy iskolát. Az itt lakó tanulók száma a második világháború után folyamatosan csökkent, mivel a modern közlekedési eszközök lehetővé teszik a napi ingázást otthon és iskola között. Az egykori internátus helyett nyilvános gimnáziumot működtetnek humán és modern nyelvi tagozattal, illetve 1977 óta felső tagozatos reálgimnázium is van különböző szakosodásokkal. Az iskola 33 osztályában körülbelül 880 tanuló tanul.
1966 óta diákcsereprogram folyik a minnesotai St. John’s Preparatory School bencés iskolával.

## Érdekességek
- A bámulatos gazdagságú könyvtár ihlette Umberto Eco A rózsa neve című, 1980-ban megjelent, világsikert aratott regényét, melynek egyik főszereplője Adso von Melk, vagyis Melki Adso. A regény eleje és vége ezen a helyen játszódik.
- Állítólag egy titkos alagút vezet Melk egy belvárosi házába, amelyet korábban arra használtak a szerzetesek, hogy észrevétlenül és inkognitóban kijussanak a monostorból, és részt vegyenek a világi életben.
- A melki apátság 1365 ablakával Ausztria legtöbb ablakával rendelkező épülete.[46]
- Az apátság honlapján (www.stiftmelk.at) virtuális túrát is lehet tenni az épületek egy részében, és tetszés szerint a tárgyakra közelítve körpanorámás képet kapunk a helyiségekről.
- A bazilikában mintegy hatvan hermát őriznek, köztük szent Kálmánét.

## Fordítás
Ez a szócikk részben vagy egészben a Stift Melk című német Wikipédia-szócikk fordításán alapul.  Az eredeti cikk szerkesztőit annak laptörténete sorolja fel. Ez a jelzés csupán a megfogalmazás eredetét és a szerzői jogokat jelzi, nem szolgál a cikkben szereplő információk forrásmegjelöléseként.